# Colin Trevorrow
Pour les articles homonymes, voir Trevorrow.
Colin Trevorrow est un réalisateur, scénariste et producteur américain, né le 13 septembre 1976 à San Francisco.
Il est notamment connu pour avoir réalisé le film indépendant Safety Not Guaranteed (2012) et les blockbusters Jurassic World (2015) et Jurassic World : Le Monde d'après (2022), qu'il a également co-écrits.

## Biographie
Colin Trevorrow est né le 13 septembre 1976 à San Francisco, en Californie, aux États-Unis. Il grandit à Oakland, également en Californie. En 1999, il est diplômé de la Tisch School of the Arts de l'université de New York.
En 2002, à l'âge de vingt-six ans, Trevorrow écrit, réalise et co-produit son premier court métrage nommé Home Base (fa). Un an plus tard, il co-écrit le film Making Revolution (cy) réalisé par Daniel Klein, l'un de ses amis. En 2004, Trevorrow co-écrit, réalise et co-produit le documentaire Reality Show (en). En 2012, il réalise son premier long-métrage, Safety Not Guaranteed, présenté au festival du film de Sundance 2012 où il remporte le Waldo Salt Screenwriting Award du meilleur scénariste américain.
En mars 2013, Universal Studios annonce qu'il réalisera Jurassic World, quatrième opus de la série Jurassic Park, sorti en 2015. Trevorrow est également attaché à la réalisation d'Intelligent Life, un thriller de science-fiction également co-écrit avec Connolly avant de rejoindre Jurassic World,. Le 30 mars 2015, il est annoncé à la réalisation du drame The Book of Henry.
Le 15 août 2015, le président de Walt Disney Studios, Alan F. Horn, annonce que Trevorrow réalisera Star Wars, épisode IX, le dernier film de la troisième trilogie Star Wars, alors prévu pour 2019. Cependant, le 5 septembre 2017, Lucasfilm annonce que les deux parties préfèrent mettre fin à leur collaboration, justifiant cela par le fait qu'ils avaient « une vision différente, et donc incompatible, pour le projet »,. Star Wars, épisode IX : L'Ascension de Skywalker est finalement réalisé par J. J. Abrams et Colin Trevorrow est crédité au générique comme coauteur de l'histoire originale.
Après le succès du premier Jurassic World qu'il avait réalisé en 2015, et celui de Jurassic World: Fallen Kingdom réalisé par Juan Antonio Bayona en 2018, Trevorrow revient dans l'univers de la saga cinématographique avec le court métrage Battle at Big Rock en 2019, puis Jurassic World : Le Monde d'après en 2022.
Il revient ensuite à la franchise Jurassic Park, tout d'abord avec le court métrage Battle at Big Rock, puis avec le long métrage Jurassic World: Dominion (2021).

## Filmographie

### Réalisateur
- 2002 : Home Base (fa) (court métrage)
- 2004 : Reality Show (en) (documentaire)
- 2005 : Gary: Under Crisis (téléfilm, co-réalisé avec Daniel Klein)
- 2012 : Safety Not Guaranteed
- 2015 : Jurassic World
- 2017 : The Book of Henry
- 2019 : Battle at Big Rock (court métrage)
- 2022 : Jurassic World : Le Monde d'après (Jurassic World: Dominion)

### Scénariste
- 2002 : Home Base (fa) (court-métrage)
- 2003 : Making Revolution (cy) de Daniel Klein
- 2004 : Reality Show (en) (documentaire)
- 2005 : Gary: Under Crisis (téléfilm)
- 2015 : Jurassic World (co-écrit avec Derek Connolly, Rick Jaffa et Amanda Silver)
- 2018 : Jurassic World: Fallen Kingdom (co-écrit avec Derek Connolly)
- 2019 : Star Wars, épisode IX : L'Ascension de Skywalker[15] (co-écrit avec Derek Connolly, J. J. Abrams et Chris Terrio)
- 2019 : Battle at Big Rock (court métrage)
- 2022 : Jurassic World : Le Monde d'après (Jurassic World: Dominion) (co-écrit avec Derek Connolly et Emily Carmichael)
- prochainement : Deep Cover de Tom Kingsley

### Producteur
- 2002 : Home Base (fa) (court-métrage)
- 2004 : Reality Show (en) (documentaire)
- 2005 : Gary: Under Crisis (téléfilm, co-réalisé avec Daniel Klein)
- 2012 : Safety Not Guaranteed
- 2018 : Jurassic World: Fallen Kingdom
- 2019 : Battle at Big Rock (court métrage)
- 2022 : Jurassic World : Le Monde d'après (Jurassic World: Dominion)
- Prochainement : Deep Cover de Tom Kingsley

## Distinctions

### Récompenses
- Festival du film de Sundance 2012 : Waldo Salt Screenwriting Award du meilleur scénariste américain pour Safety Not Guaranteed[7]

### Nominations
- Chicago Film Critics Association Awards 2012 : réalisateur le plus prometteur pour Safety Not Guaranteed
- Independent Spirit Awards 2013 : meilleur premier film pour Safety Not Guaranteed
- Saturn Awards 2016 : meilleur réalisateur et meilleur scénario pour Jurassic World